# Eudule parca
Eudule parca är en fjärilsart som beskrevs av W. Warren 1906. Eudule parca ingår i släktet Eudule och familjen mätare. Inga underarter finns listade i Catalogue of Life.